# Université des Ryūkyū
L'université des Ryūkyū (琉球大学, Ryūkyū Daigaku, couramment abrégée en Ryūdai, 琉大) est une université nationale japonaise, située à Nishihara sur l'île d'Okinawa, dans la préfecture d'Okinawa.

## Histoire

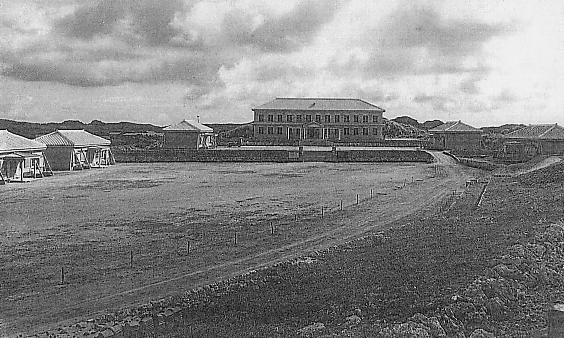
L'université lors de sa création en 1950.

L'université est fondée en 1950 par l'administration civile américaine des îles Ryūkyū qui gère à l'époque la préfecture. Ses bâtiments occupent l'emplacement des ruines du château de Shuri. L'université est placée sous l'administration du gouvernement des Ryukyu en 1966. Elle est placée sous administration de l'État japonais lorsque le territoire d'Okinawa est rétrocédé au Japon. En 2004, suivant une nouvelle loi sur l'enseignement supérieur, l'université intègre le groupe des universités nationales.

## Composantes
L'université est structurée en facultés de 1er cycle (学部, gakubu), qui ont la charge des étudiants de 1er cycle universitaire, et en facultés de cycles supérieurs (研究科, kenkyūka), qui ont la charge des étudiants de 2e et 3e cycle universitaire.

### Facultés de1ercycle
L'université compte 6 facultés de 1er cycle (学部, gakubu).
- Faculté de droit et de lettres
- Faculté d'éducation
- Faculté de science
- Faculté de médecine
- Faculté d'ingénierie
- Faculté d'agriculture

### Facultés de cycles supérieur

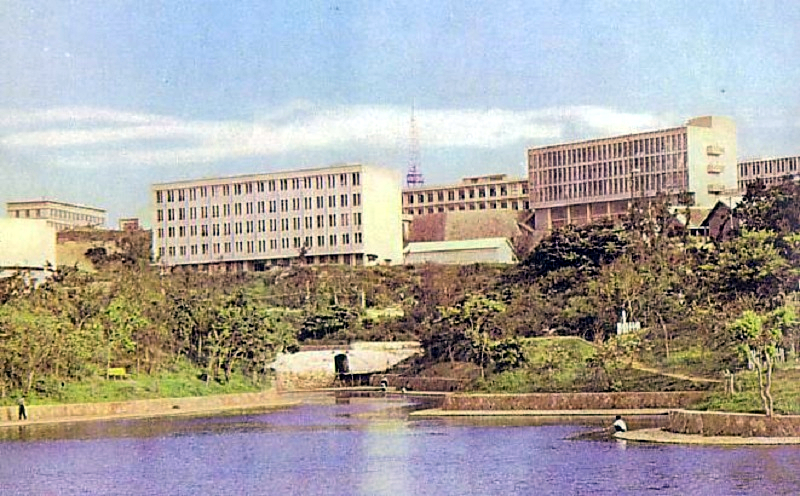
L'université dans les années 1960

L'université compte 6 facultés de cycles supérieurs (研究科, kenkyūka).
- Faculté de sciences sociales et sciences humaines
- Faculté d'éducation
- Faculté de médecine
- Faculté de sciences de la santé
- Faculté de science et d'ingénierie
- Faculté d'agriculture

## Anciens étudiants
- Tami Sakiyama, autrice japonaise.